# Климен (сын Кардиса)
Климен (др.-греч. Κλύμενος «знаменитый») — персонаж древнегреческой мифологии. Сын Кардиса, царь Олимпии. Потомок Идейского Геракла. Переселился из критской Кидонии, с реки Иардана. Основал в Элиде храм Афины Кидонии, посвятил жертвенник Гере Олимпийской из пепла.
Пришел с Крита примерно через 50 лет после потопа, устроил состязания в Олимпии и соорудил жертвенник куретам и Гераклу, назвав его Геракл Парастат. Эндимион лишил его власти.